# Sustain
Sustain označuje dobu trvání ustáleného zvuku hudebního nástroje. U perkusivních nástrojů je sustain omezen, je to doba, za níž zvuk zanikne. U dechových a smyčcových nástrojů lze dosáhnout prakticky neomezeného sustainu. U elektronických nástrojů sustain označuje třetí ze segmentů generátoru obálky ADSR. 
U některých nástrojů (např. kytara) je délka sustainu jedním z kritérií jejich kvality. Čím je delší, tím bývá kvalitnější materiál, lepší zpracování apod. 
Sustain lze uměle prodloužit, např. zkreslením zvuku nebo speciálními efekty – kompresor, sustainer aj.